# X.21

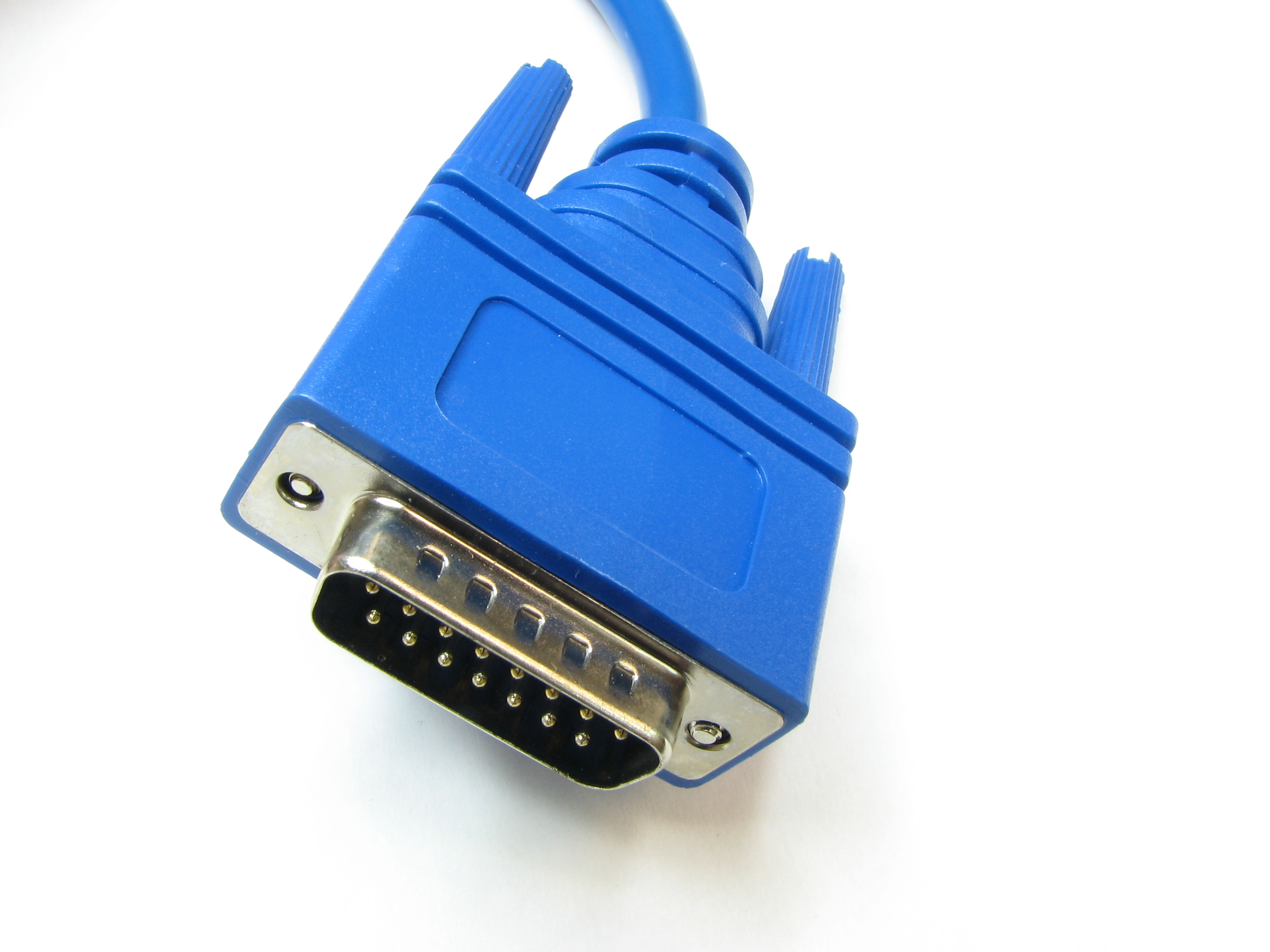
15-poliger D-Sub-Stecker für X.21

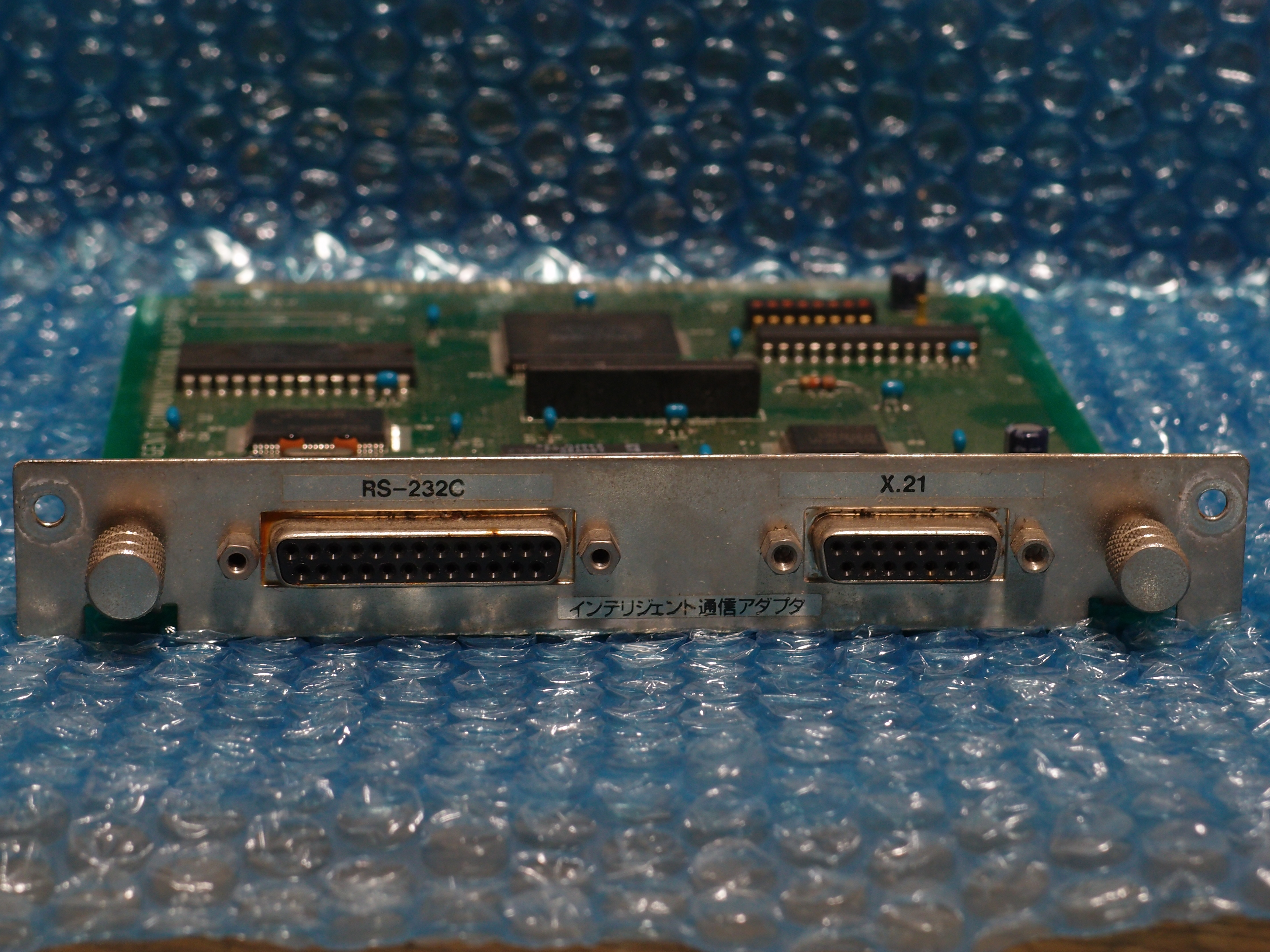
X.21-Anschlußkarte für einen japanischen PC-98-Computer

Die X.21 ist eine von der ITU-T standardisierte Schnittstelle für die Datenübertragung in öffentlichen Datenwählnetzen (z. B. Datex-L). 
Aufgrund der einfachen Struktur wird sie oft auch auf Direktverbindungen (Punkt-zu-Punkt) angewendet.
Die Empfehlung X.21 beinhaltet die Verbindungssteuerung und Diagnosemöglichkeiten über Prüfschleifen. Sie definiert das Format der Wählzeichen, Zeitabläufe und die weiteren Prozeduren in Form von Zustandsdiagrammen. 
In der Datenübertragungsphase ist die durchgeschaltete Leitung transparent für alle synchronen Datenformate. Taktleitungen (vom Netzabschluss geliefert oder vom Endgerät selbst erzeugt) ermöglichen es dem Endgerät an der Schnittstelle, sich auf das Übertragungsnetz zu synchronisieren.
Von den Schnittstellenleitungen her gesehen ist die X.21 einfacher ausgeführt als die V.24- bzw. EIA-232 / RS232-Schnittstelle: Sie hat typischerweise fünf Funktionen (Steuer/Meldeleitung, Sende/Empfangsdaten, Takt) und kommt mit einem 15-poligen Steckverbinder nach ISO 4903 aus. 
Die Funktion dieser Leitungen definiert die ITU-T-Empfehlung X.24.
Mögliche elektrischen Eigenschaften sind in ITU-T X.26 und X.27 beschrieben. Sie sind so definiert, dass eine höhere Datenübertragungsgeschwindigkeit und eine höhere Reichweite möglich ist als mit einer Schnittstelle nach V.24. 